# Marc-Antoine Oudinet
Marc-Antoine Oudinet, né à Reims sur la fin de l’année 1643 et mort le 12 janvier 1712, est un numismate français.

## Biographie
Oudinet était d’une famille originaire de Cambrai dont les ancêtres avaient presque tous fait profession dans le métier des armes. Son père, Nicolas Oudinet, fut le premier à transporter son domicile et sa fortune en Champagne, où, renonçant absolument au métier de la guerre, il ne songea qu’à faire valoir son bien, et ce fut apparemment l’exemple d’une vie si différente, qui tourna son fils du côté du barreau.
Le jeune Oudinet étudia au collège des Jésuites de sa ville natale jusqu’en rhétorique, et il y brilla, surtout par l’étendue et la facilité de sa mémoire. Un jour, son régent voulant en juger par une épreuve certaine, le chargea d’apprendre par cœur un des Livres de l’Énéide à son choix, pour le réciter publiquement à la fin de la semaine. Le jour venu, Oudinet proposa de tirer ce livre au sort, parce que dans la crainte d’être soupçonné d’avoir eu quelque avance, ou peut-être trop de temps pour un livre particulier, il avait appris l’œuvre en entier.
Au sortir de la rhétorique, Oudinet vint passer cinq ou six ans à Paris, où il s’appliqua à l’étude de la philosophie et du droit, se fit recevoir avocat au Parlement, où il plaida plusieurs fois avec succès. À son retour à Reims, il se livra tout à fait à la plaidoirie. Il y acquit bientôt une si grande réputation, qu’il se vit accablé d’affaires et fut obligé de se borner aux plus importantes, afin d’avoir le temps de se perfectionner dans l’étude des lois.
Cette étude, à laquelle il s’appliqua avec beaucoup d’ardeur, ne lui fut pas infructueuse, elle lui valut la première chaire vacante de professeur en droit à l’université de Reims, et il la remplissait de fait, lorsque son parent, Pierre Rainssant, commis à la garde des médailles du cabinet du roi, l’engagea à venir partager ce soin avec lui. Le goût pour les médailles leur était venu à tous deux en même temps et par le même hasard lorsqu’un fermier de Nicolas Oudinet avait trouvé, en labourant la terre, une grande urne pleine de médailles de bronze. Piqués par la curiosité, les deux jeunes gens s’étaient aussitôt mis à en déchiffrer à l’envi l’un de l’autre les légendes, et à en expliquer les types.
Même après être devenus médecin et avocat, Rainssant et Oudinet ne perdirent pas, dans l’exercice de leurs professions respectives, le goût qu’ils avaient pris ensemble pour les médailles. Pendant que le premier le cultivait à Paris avec tout l’avantage qu’y donnaient le commerce des savants et la vue d’un grand nombre de cabinets, le second n’avait dans sa province que le secours des livres. Lorsque Rainssant fut chargé du Cabinet du roi, et comme il y avait beaucoup à travailler par rapport au catalogue et à l’arrangement des suites, il songea aussitôt à attirer Oudinet pour le soulager.
Rainssant étant mort quelques années après, Oudinet alla dans le moment porter les clefs du Cabinet à Louvois, mais ce ministre qui le connaissait, lui dit de les garder, puisqu’il savait qu’elles étaient en bonnes mains, et lui procura l’agrément du Roi pour la même place. Pendant vingt-deux ans, Oudinet fit des augmentations considérables au Cabinet et il se donna, pour le mettre en bon ordre, des peines dont seuls ceux qui sont au fait des médailles peuvent connaître le prix. Son application à cette tâche lui procura, de la part du Roi, une pension de cinq cents écus, qui fut ajoutée à ses appointements.
Au renouvellement de l’Académie des inscriptions en 1701, Oudinet y fut nommé associé, et quoiqu’il vint rarement à Paris, qu’il eût assez d’occupation d’ailleurs, et qu’il commençât à être dans un âge avancé, il ne laissa pas d’y fournir de temps en temps de petits ouvrages d’autant plus précieux que ce sont les seuls qui restent de lui. Telles sont les Dissertations sur le nom de Médailles qu’il fait venir du mot « métal ». Sur les médailles d’Athènes et de Lacédémone ; Sur deux magnifiques agathes du Cabinet du roi.
Oudinet avait eu un an ou deux avant sa mort une légère attaque d’apoplexie, mais il ne voulait pas en convenir, comme si cet aveu avait pu hâter en quelque sorte le retour de ce mal, qui revint en effet, et l’emporta subitement à l’âge de 68 ans.

## Ecrits
Manuscrits: 
- BNF :
  - Catalogue des médailles des rois de France, XVIIe siècle.
  -   Registres produits pour la gestion des collections conservées au Département des monnaies , médailles et antiques.
- Dijon : 
  - Histoire de la Bibliothèque du Roy.
- Reims :
  - In   Collection de pièces sur l'histoire de France,tome III, Lettre d'Hippocrate à Damagète, traduction par Oudinet.

## Source
- Jean-Pierre Niceron, Mémoires pour servir à l’histoire des hommes illustres, t. 9, Paris, Briasson, 1729, p. 257-61.
- Jean-Baptiste-François Géruzez, Description historique et statistique de la ville de Reims, 1817